# كريستيان دوميه
كريستيان دوميه كاتب فرنسي حاصل على دكتوراه في الآداب، تم تعيينه محاضرًا في جامعة غرونوبل في عام 1990. ثم قام بالتدريس في جامعة باريس 8 في البداية كمحاضر ثم كأستاذ خلال الفترة 1994-2015 . وأصبح عضواً أول في المعهد الجامعي الفرنسي في عام 2012، ثم عُيّن أستاذاً للأدب الفرنسي في جامعة باريس السوربون في عام 2015. بعد ذلك أصبح مدير البرامج في الكلية الدولية للفلسفة بين عامي 2004 و 2010 وأستاذاً زائراً في عدة جامعات، في الولايات المتحدة واليابان. بالإضافة إلى القصائد والأعمال النثرية، فهو مؤلف مقالات عن الأدب، والجماليات الموسيقية والرسم التي تجمع بين التفكير والخيال.